# Sarah Siegelaar

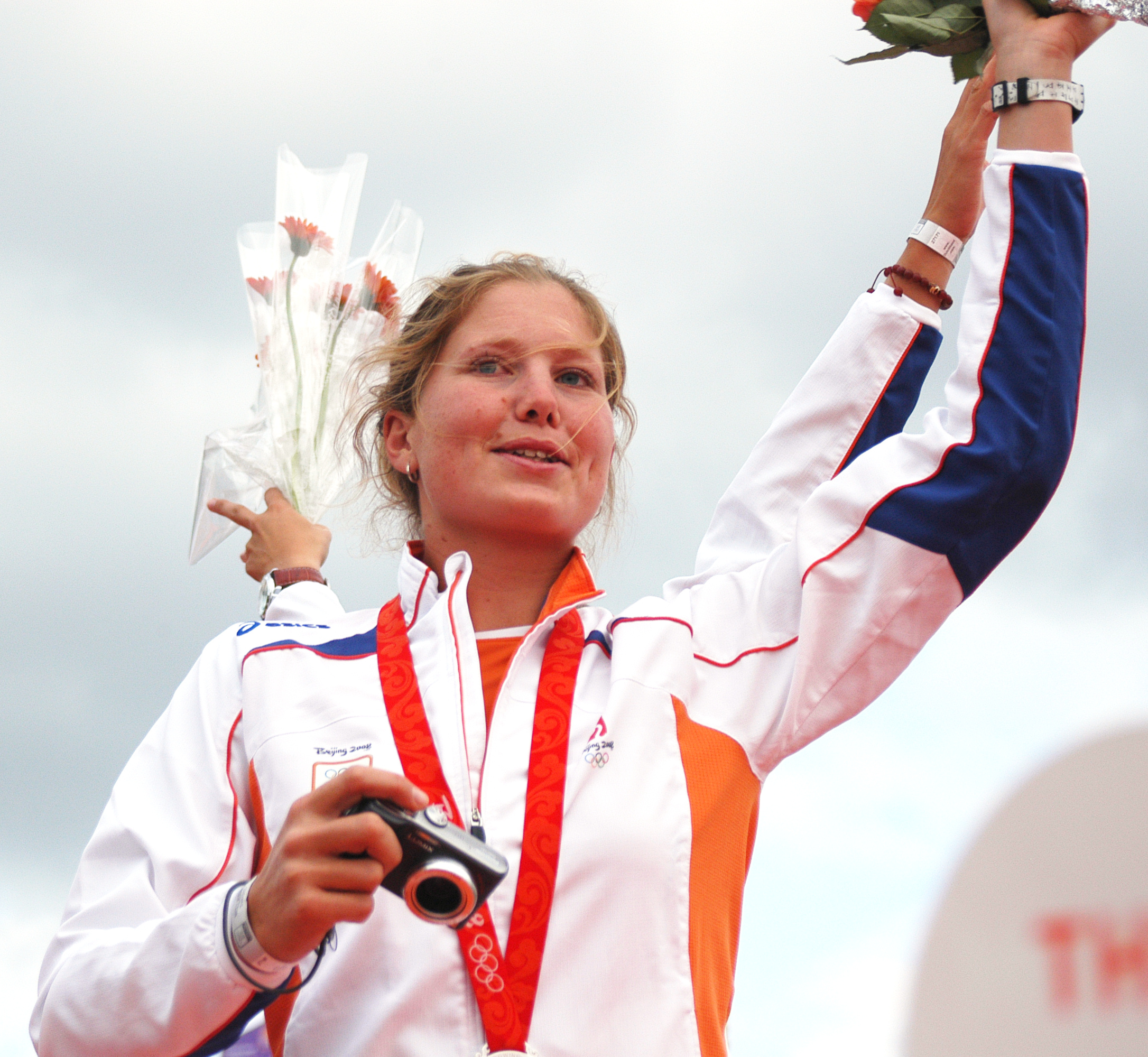
Sarah Siegelaar 2008 nach der Rückkehr von den Olympischen Spielen

Sarah Elaine Siegelaar (* 4. Oktober 1981 in Heemstede) ist eine ehemalige niederländische Ruderin, die zwei olympische Medaillen im Achter gewann.
Siegelaar begann 1999 mit dem Rudersport auf Wettkampfebene. 2001 gewann sie mit dem Boot der Amsterdamer Studentenvereinigung Nereus den niederländischen Meistertitel im Achter. 2002 belegte sie bei der U23-Weltregatta den fünften Platz im Zweier mit Steuermann. 2003 nahm sie zum ersten Mal an Weltmeisterschaften in der Erwachsenenklasse teil. Im Vierer ohne Steuermann gewann sie bei den Weltmeisterschaften in Mailand die Silbermedaille zusammen mit Helen Tanger, Laura Posthuma und Annemarieke van Rumpt. 2004 wechselten Tanger, van Rumpt und Siegelaar in den niederländischen Achter und erreichten mit diesem Boot bei den Olympischen Spielen 2004 in Athen den dritten Platz hinter den Booten aus Rumänien und aus den Vereinigten Staaten. Erst 2007 kehrte Siegelaar nach einer längeren Pause in den niederländischen Achter zurück. Nach einem Sieg beim Weltcup in Amsterdam und zwei dritten Plätzen in Luzern und Linz belegte der Achter bei den Ruder-Weltmeisterschaften 2007 nur den siebten Platz. 2008 gelang dem Achter nach zwei vierten Plätzen im Weltcup im Olympiafinale in Peking ein eher überraschender zweiter Platz hinter den US-Amerikanerinnen und vor den Rumäninnen.
Sarah Siegelaars jüngerer Bruder Olivier Siegelaar ruderte ebenfalls für die niederländische Olympiamannschaft im Achter.